# NGC 4526
NGC 4526 је спирална галаксија у сазвежђу Девица која се налази на NGC листи објеката дубоког неба.
Деклинација објекта је + 7° 41' 56" а ректасцензија 12h 34m 2,8s. Привидна величина (магнитуда) објекта NGC 4526 износи 9,6 а фотографска магнитуда 10,6. Налази се на удаљености од 17,400 милиона парсека од Сунца. NGC 4526 је још познат и под ознакама NGC 4560, UGC 7718, MCG 1-32-100, IRAS 12315+0758, VCC 1535, CGCG 42-155, PGC 41772.